# Daniel Cerone
Daniel Cerone é um roteirista e produtor de televisão norte-americano. 
Seus créditos incluem Charmed, Dexter, The Vampire Diaries, O Mentalista, Motive e The Blacklist. Ele é também o co-criador de Constantine, uma série baseada no personagem John Constantine da DC Comics.
Por seu trabalho na primeira temporada de Dexter, Cerone foi indicado ao Writers Guild of America Award.  Ele foi indicado para um segundo WGA Award e um Prêmio Emmy do Primetime pela segunda temporada da série.

## Trabalhos
- First Wave (editor de história, roteirista) (1998-2000)
- D.C. (editor de história, roteirista) (2000)
- T.R.A.X. (roteirista) (2000)
- Charmed (editor executivo de história, roteirista, co-produtor executivo) (2001-2004)
- Mermaids (roteirista) (2003)
- Clubhouse (criador, roteirista, produtor executivo) (2004-2005)
- Sex, Love & Secrets (roteirista, produtor executivo) (2005)
- Threshold (consultor) (2005-2006)
- Dexter (roteirista, produtor executivo) (2006-2007)
- Dirty Sexy Money (roteirista, produtor executivo) (2009)
- Solving Charlie (roteirista, produtor executivo) (2009)
- The Vampire Diaries (consultor) (2010)
- O Mentalista (roteirista) (2010-2013)
- Motive (roteirista, produtor executivo) (2013-2016)
- The Dark Corner (criador, produtor executivo) (2013)
- Constantine (criador, roteirista, produtor executivo) (2014-2015)
- The Blacklist (roteirista, produtor executivo) (2015-2020)
- Nightflyers (roteirista, produtor executivo) (2018)